# (3542) Tanjiazhen
(3542) Tanjiazhen (1964 TN2) – planetoida z pasa głównego asteroid okrążająca Słońce w ciągu 5,64 lat w średniej odległości 3,17 j.a. Została odkryta w Obserwatorium Astronomicznym Zijinshan 9 października 1964 roku.